# سلطان‌آباد (شیراز)
سُلطان‌آباد روستایی از توابع بخش مرکزی شهرستان شیراز در استان فارس ایران است. در طرح توسعه شهر شیراز، الحاق این روستا به منطقه ۹ شیراز مطرح و در دست بررسی است. 

## جمعیت
براساس سرشماری مرکز آمار ایران در سال ۱۳۹۵، جمعیت این روستا ۸٬۷۳۴ نفر (۲٬۵۲۴ خانوار) بوده‌است.